# VII Liceum Ogólnokształcące im. Juliusza Słowackiego w Warszawie
VII Liceum Ogólnokształcące im. Juliusza Słowackiego w Warszawie – publiczna szkoła średnia o ponadstuletniej tradycji. Juliusz Słowacki patronuje szkole (niegdyś żeńskiemu gimnazjum) od 1922 roku. Od 1933 roku uczniowie uczą się w gmachu przy ul. Wawelskiej w warszawskiej dzielnicy Ochota.

## Historia
Kalendarium:
- lata 70. XIX w. – powstaje pensja żeńska Henryki Czarnockiej przy ul. Brackiej 18.
- 1917 – po zmianach właścicielek pensji i adresów Marta Łojkówna przeniosła szkołę do bardzo małego lokalu przy ul. Nowowiejskiej 21.
- 1920/21 – przekształcenie szkoły w ośmioklasowe gimnazjum; przełożoną zostaje Helena Kasperowiczowa (1887 – 1981)
- 1922 – upaństwowienie gimnazjum i nadanie patrona. Pełna nazwa brzmi: Żeńskie Gimnazjum Państwowe im. Juliusza Słowackiego w Warszawie.
- 1923 – pierwsza matura w upaństwowionym gimnazjum. Otrzymało ją 11 uczennic. Maturę nr 1 wręczono Maryli Witkowskiej, późniejszej nauczycielce języka polskiego, założycielce i animatorce Koła b. Wychowanek.
- 1931/32 - powstała 3. Warszawska Drużyna Harcerska, założona przez Tuchę (Wiktorię Piotrowską - Dewitzową), wychowankę gimnazjum.
- 1931/33 – budowa gmachu przy ul. Wawelskiej 46 według projektu inż. architekta Tadeusza Nowakowskiego.
- 1932 - Pierwszy Zjazd Wychowanek.
- 1932/33 - uczennice rozpoczęły wydawanie gazetki ściennej „Nasza Gazetka”.
- 1933/34 – rozpoczęcie roku szkolnego w nowym budynku o doskonałym, nowoczesnym i pięknym wyposażeniu jak na owe czasy.
- 1935 - wobec licznego udziału dziewcząt w harcerstwie podzielono drużynę na 3 „Trójki”: „Czarną”, „Czerwoną” i „Złotą” - (kolory krajek). W 1939 r. do harcerstwa należało ok. 200 uczennic.
- 1937 - Drugi Zjazd Wychowanek, odsłonięcie tablicy Słowackiego, wydanie jednodniówki.
- 1939/44 – liceum zostało oficjalnie zamknięte przez władze niemieckie. Funkcjonowało jako szkoła zawodowa i tajne komplety w różnych punktach Warszawy. Przyznano konspiracyjnie 244 świadectwa dojrzałości. W wyniku działań wojennych zginęło 5 nauczycieli, 6 członków Zarządu Tow. Przyjaciół Gimnazjum i 74 uczennice.
- 1945 – w pierwszym po wyzwoleniu roku szkolnym naukę rozpoczyna 800 uczniów.
- 1947 - obchody 25-lecia szkoły. Trzeci Ogólny Zjazd Wychowanek, ufundowanie przez absolwentki tablicy pamiątkowej.
- 1948 – szkoła funkcjonuje jako jedna z pierwszych w Warszawie jedenastolatek i nosi nazwę: Państwowa Szkoła Ogólnokształcąca Stopnia Podstawowego i Licealnego im. Juliusza Słowackiego w Warszawie.
- 1949 – Naczelna Rada Odbudowy m.st. Warszawy przyznaje szkole srebrną odznakę za wybitne zasługi w dziele odbudowy stolicy.
- 1950 – szkołę przejmuje Towarzystwo Przyjaciół Dzieci i następuje zmiana nazwy na 7-ma Szkoła T.P.D. w Warszawie.
- 1955 – po 33 latach kierowania gimnazjum władze szkolne zdymisjonowały dyrektor Helenę Kasperowiczową. Funkcję dyrektora objęła Bronisława Turcewiczowa.
- 1957 - rozpoczyna działalność szczep 3 Warszawskich Drużyn Harcerek „Słoneczniki”, składający się z 3 drużyn: "Czarne Koty”, „Koniczyny" i „Kubusie Puchatki”. Działa też 105 WDH im. Romualda Traugutta, szczep drużyn męskich który istniał do 1979r.
- 1958 – przywrócono nazwę: Szkoła Podstawowa i Liceum Ogólnokształcące im. Juliusza Słowackiego.
- 1959 - uroczyste obchody Roku Słowackiego. Z tej okazji Komitet Rodzicielski ufundował nowy sztandar i popiersie poety.
- 1964 - funkcję dyrektora obejmuje Władysław Osiadacz.
- 1966 - szkoła nawiązuje kontakty zagraniczne. Wizyty delegacji młodzieży z Sofii i Budapesztu.
- 1968 - funkcję dyrektora szkoły obejmuje Juliusz Szmuniewski.
- 1970 - wychodzi gazetka szkolna, redagowana przez uczniów „Perpetuum Mobile”.
- 1971 - szkołę kończy 300 absolwentów, na wyższe uczelnie zdaje pomyślnie 88,5% co zapewnia liceum jedno z czołowych miejsc w Warszawie.
- 1972 - obchody 50-lecia szkoły. Zjazd Wychowanek z 1923–44. Otwarcie czytelni szkolnej. Ukazuje się jednodniówka redagowana przez uczniów.
- 1973 – w 200-lecie utworzenia Komisji Edukacji Narodowej szkoła bierze udział w spotkaniu najstarszych szkół w Polsce.
- 1975 – w 30-lecie pracy w warunkach powojennych, szkoła wzbogaca się o wyposażenie pracowni audiowizualnych. Zaczyna się prowadzić klasy o profilu sportowym w lekkoatletyce i piłce ręcznej.
- 1980 - utworzenie Koła Zakładowego „NSZZ Solidarność”.
- 1981 – funkcję dyrektora szkoły obejmuje Eugenia Piekarska. Powołanie Szkoły Mistrzostwa Sportowego o specjalności lekkoatletycznej. Uczennice zdobywają 1 miejsce w Mistrzostwach Polski w piłce ręcznej juniorek.
- 1982 - umiera Zofia Romaniuk „Franusiowa” najstarsza pracownica szkoły (od 1922r.) odznaczona Złotym Krzyżem Zasługi.
- 1983 – szkoła otrzymuje nazwę: Zespół Szkół Ogólnokształcących nr 11 w Warszawie. Zdobycie 1. miejsca w Mistrzostwach Polski Juniorek w piłce ręcznej dziewcząt.
- 1984 - funkcję dyrektora szkoły obejmuje Ewa Pągowska.
- 1986 – nakładem Państwowego Instytutu Wydawniczego ukazuje się praca zbiorowa pt. „Szkoła im. Juliusza Słowackiego w Warszawie” z tekstem Heleny Kasperowiczowej oraz wspomnieniami i opracowaniami byłych wychowanek.
- 1988 – funkcję dyrektora szkoły obejmuje Karol Bałan. Otwarcie internatu dla uczniów Szkoły Mistrzostwa Sportowego. Utworzenie ciągu klas humanistycznych i wprowadzenie eksperymentu pedagogicznego w tych klasach. Po czterech latach nauki 80% pierwszych absolwentów tych klas uzyskało indeksy w szkołach wyższych.
- 1990 – powołanie Stowarzyszenia Wychowanków Gimnazjum i Liceum im. Juliusza Słowackiego w Warszawie. Zdobycie Pucharu Europy Juniorek w lekkoatletyce w Atenach.
- 1991 - Sąd Wojewódzki w Warszawie zarejestrował Stowarzyszenie Rodziców, Uczniów i Nauczycieli „Inspiracja”, które patronuje klasom humanistycznym. Mini Olimpiada w Lekkoatletyce - Bruksela. Aneta Bednarczyk i Piotr Tymko zdobyli I miejsca. Karolina Sommer uczennica mgr E. Sobczyńskiej-Waltz laureatką XV Olimpiady Artystycznej - sekcja muzyki.
- 1992 - obchody 70-lecia szkoły. Ukazuje się jednodniówka zredagowana przez uczniów szkoły.
- 1995/96 - zdobycie Pucharu Europy Juniorek w lekkoatletyce - Liège i Bordeaux.
- 1996 - Przemysław Radkiewicz, uczeń SMS w ekipie olimpijskiej - Atlanta 96. Nagroda dla Piotra Scholenbergera w konkursie Życia Warszawy na najlepszą pracę maturalną.
- 1997 - w kwietniu odbywa się w szkole XIV Ogólnopolski i Międzynarodowy Zlot Liceów im. Juliusza Słowackiego. Tomasz Janiszewski zdobył srebrny medal w Mistrzostwach Świata Kadetów w zapasach. Joanna Wajs została laureatką XXVII Olimpiady Literatury i Języka Polskiego. Magdalena Kowalska zdobyła wyróżnienie w konkursie Życia Warszawy na najlepszą pracę maturalną z języka polskiego. Nagrodzono Amelię Franas w konkursie Stowarzyszenia Pisarzy Polskich Układamy repertuar Teatru Narodowego.
- 1999 - na pl. Bankowym w obecności nauczycieli i uczniów Liceum wmurowano kamień węgielny pod pomnik J. Słowackiego. Kamień ów 18 sierpnia poświęcił w Watykanie Papież - Jan Paweł II. Wyróżnienie główne Mazowieckiego Kuratora Oświaty dla Anny Rosy w konkursie „Interpretacja maturalna 99”. Nagroda dla Małgorzaty Rokickiej w konkursie Życia Warszawy na najlepszą pracę maturalną.
- 2000 - egzaminy dla ponad 3400 kandydatów do Liceum. O jedno miejsce ubiegało się 17. kandydatów. W auli Liceum odbył się uroczysty koncert chóru Żołnierzy Armii Krajowej. Aleksandra Rybak zajmuje I miejsce w konkursie Perspektyw na najlepszą pracę maturalną.
- 2001 - na pl. Bankowym w miejscu kamienia węgielnego stanął pomnik Juliusza Słowackiego. Na jego odsłonięciu licznie zgromadzili się pracownicy szkoły oraz uczniowie, którzy wzięli udział w przedstawieniu przygotowanym przez Olgierda Łukaszewicza. Wymiana 30 uczniów i 5 nauczycieli Liceum ze Szkołą Języków Obcych w Kairze.
- 2002 - nowa pracownia komputerowa oraz czytelnia. Wyróżnienie dla Magdy Staroszczyk w konkursie Perspektyw na najlepszą pracę maturalną. Obchody 80-lecia upaństwowienia szkoły.
- 2003 - początek współpracy VII Liceum Ogólnokształcącego im. Juliusza Słowackiego w Warszawie z Bankiem i Fundacją BGŻ, co owocuje początkiem uczestnictwa szkoły w projekcie Klasa BGŻ. Jarosław Wilk - laureatem Ogólnopolskiej Międzyprzedmiotowej Olimpiady IBE.
- 2004 – Szkoła na I miejscu w rankingu liceów tygodnika Newsweek.
- 2006 – zmiana nazwy z Zespołu Szkół nr 11 na VII Liceum Ogólnokształcące. Funkcję dyrektora szkoły obejmuje Agata Dowgird. Zajęcie pierwszego miejsca w mistrzostwach Dzielnicy Ochota w koszykówce dziewcząt. Stypendium Prezesa Rady Ministrów dla Krzysztofa Józefa Kozieła.
- 2007 - udział uczniów w debacie na temat „Energia – ochrona klimatu, tworzywa sztuczne”. Zajęcie drugiego miejsca w Turnieju Koszykówki TRIO BASKET. Szkoła zajmuje pierwsze miejsce w konkursie „Nauczyciel z powołaniem”. Zajęcie pierwszego miejsca w Mistrzostwach Dzielnicy Ochota w siatkówce chłopców. Zajęcie pierwszego miejsca w Ogólnopolskim Turnieju Twórczego rozwiązywania Problemów Destination Imagination przez drużynę Marii Biwan. Obchody 85-lecia upaństwowienia szkoły. Nadanie auli liceum imienia Heleny Kasperowiczowej.
- 2008 – 20-lecie klas humanistycznych.
- 2009 – Inauguracja w szkole ogólnopolskiego projektu Filmoteka Szkolna z udziałem min. Bogdana Zdrojewskiego i min. Katarzyny Hall. Rozpoczęcie współpracy z redakcją czasopisma „Charaktery”, współorganizacja I Finału Turnieju Wiedzy Psychologicznej. I edycja festiwalu filmowego „Słowacki FestFilm”. Rok 2010 Rokiem Słowackiego.
- 2010 – udział uczniów w licznych wydarzeniach w ramach Roku Słowackiego; wykład Ernesta Brylla w szkole na zakończenie obchodów. Zlot szkół im. Słowackiego w Krzemieńcu. Współpraca z NBP, edycja banknotu z portretem poety. Pięciu olimpijczyków z liceum otrzymuje specjalne wyróżnienia z rąk prezydent m. st. Warszawy pani Hanny Gronkiewicz-Waltz. Rozpoczęcie współpracy z fundacją Synapsis.
- 2011 – I Wiosenny Bankowy Kongres Edukacyjny, współpraca z NBP.
- 2012 – wyróżnienie dla liceum w rankingu IT-Szkoła. Udział uczniów w koncercie finałowym projektu „Ochota na Moniuszkę”. Nagroda Marszałka Województwa Mazowieckiego w konkursie „Mazowieckie Barwy Wolontariatu”. Obchody 90-lecia upaństwowienia szkoły.
- 2013 - obchody 10-lecia realizacji projektu Klasa BGŻ. Uzyskanie przez szkołę Certyfikatu Społecznie Zaangażowanej Placówki za udział w projekcie BiznesKlasa Unicef. Udział w programie WF z klasą. Uzyskanie Honorowego Wyróżnienia Prezydenta miasta st. Warszawy Szkoła z pomysłem. Uzyskanie za pracę z uczniami zdolnymi bezterminowego certyfikatu Wars i Sawa.

## Absolwenci
Do grona absolwentów należą m.in.:

- Monika Bejnar
- Czesław Bielecki
- Iwona Brzezińska
- Jowita Budnik
- Mirosław Chojecki
- Maria Dmochowska
- Karolina Dryzner
- Lech Falandysz
- Małgorzata Glinka-Mogentale
- Katarzyna Grochola
- Zygmunt Hübner
- Anna Jakubczak
- Anna Jesień
- Karolina Korwin Piotrowska
- Halina Kunicka
- Zofia Kuratowska
- Jan Józef Lipski
- Tadeusz Łuba[3]
- Juliusz Machulski
- Adam Michnik
- Jacek Moskwa
- Krzysztof Orzechowski
- Jerzy Osiatyński
- Wiktor Osiatyński
- Piotr Połać
- Artur Pontek
- Przemysław Radkiewicz
- Dorota Radomska
- Marek Radziwon
- Marcin Rychcik
- Henryk Samsonowicz
- Zofia Stafiej
- Kuba Strzyczkowski
- Józef Szaniawski
- Hanna Szapiro-Sawicka
- Piotr Szybilski
- Janusz Tazbir
- Natasza Urbańska
- Ewa Wieczorek
- Maria Wiernikowska
- Marcin Wojciechowski
- Anna Wojtczak
- Cezary Wójcik
- Dorota Zawadzka
- Jolanta Zykun
- Zofia Wojciechowska-Grabska

## W kulturze
- W szkole tej został nakręcony film Mysz w reżyserii Wiktora Skrzyneckiego.
- Szkoła jest jednym z miejsc akcji serialu Jonasz z 2B[4].